# Критозавр
Критозавр (лат. Kritosaurus) — малоизученный род динозавров-гадрозаврид. Он жил около 73 миллионов лет назад, в позднем мелу в Северной Америке. Имел примерно 8—10 метров в длину и весил около 2—3 тонн. Этот динозавр до сих пор мало изучен, однако имеет важное значение для классификации ископаемых ящеров.
Был открыт американским учёным Барнумом Брауном в 1904 году на территории штата Нью-Мексико. Его научное название буквально означает «разделённый ящер» (имеется в виду расположение скул в неполном найденном экземпляре черепа), но часто ошибочно переводится как «благородный ящер» с отсылкой к его предполагаемому «римскому носу», то есть носу с горбинкой (в первом найденном образце носовая область была раздроблена и расчленена (кости не были соединены суставами), поэтому первоначально была восстановлена как плоская).
Таксономическая история критозавра весьма запутана. Его часто объединяли с грипозавром, Anasazisaurus и Naashoibitosaurus; эти сложности останутся нерешёнными до нахождения и описания ископаемых остатков критозавра лучшего качества. Несмотря на недостаток информации о нём, этот травоядный динозавр появлялся в книгах о динозаврах, выпущенных до 1990-х годов, хотя, как правило, фактически под его именем описывали гораздо более известного и изученного грипозавра, который считался его синонимом.